# Schorpioen (astrologie)

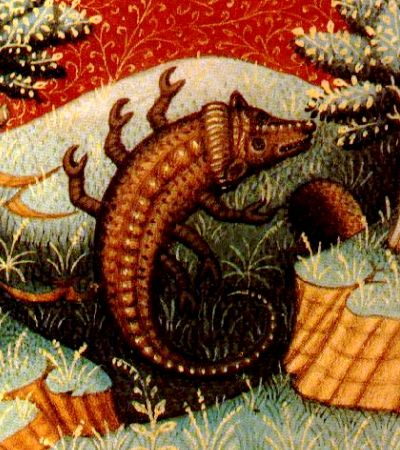
Schorpioen (Scorpio)

Astrologisch symbool voor Schorpioen

Schorpioen is het astrologisch teken van mensen geboren tussen ca. 23 oktober en ca. 21 november. Het is het achtste teken van de dierenriem en was oorspronkelijk verbonden met het gelijknamige sterrenbeeld.
Schorpioen correspondeert met een deel van de ecliptica vanaf 210 graden tot 240 booggraden voorbij het lentepunt. Het is het achtste teken van de dierenriem, het behoort tot de vaste tekens en wordt geassocieerd met het element Water. Vrouwelijk, negatief, introvert teken. De traditionele heerser van het teken is Mars en na de ontdekking van Pluto is deze er als heerser bij gekomen. Volgens Claudius Ptolemaeus en zijn Tetrabiblos wordt het eerste decanaat van Schorpioen (0-10°) geregeerd door Mars, het tweede decanaat (10-20°) door Zon en het derde (20-30°) door Venus, wat de typologie bij de gewone zonnetekenastrologie verder kan verfijnen: 36 in plaats van 12 typen persoonlijkheden.

## Toelichting bij 'zonnetekens'
Als iemand naar je 'zonneteken' of 'sterrenbeeld' vraagt, heeft dat in de astrologie betrekking op de plaats van de Zon tijdens je geboorte. De westerse astrologie gebruikt bij de duiding van gebeurtenissen twaalf 'partjes' van de baan die de zon in de loop van het jaar schijnbaar langs de hemel maakt. Die partjes zijn de zonnetekens of kortweg: de tekens, te beginnen vanaf Ram bij het lentepunt. 'Sterrenbeelden' zijn eigenlijk de astronomische constellaties aan de hemel, en die komen niet meer overeen met de twaalf sectoren die de astrologie gebruikt. Sommige auteurs van astrologierubrieken in de krant maken uitsluitend gebruik van deze zonnepositie, zoals 'Zon in Ram' of 'Zon in Weegschaal' om er een horoscoop mee te maken. Deze rubrieken werken met een bijzonder gereduceerde methode en worden door de meeste astrologen niet serieus genomen.

## Mythologie en archetype
In mythologie wordt Schorpioen doorgaans geassocieerd met Hades, de Griekse god van de onderwereld, of zijn Romeinse tegenhanger, Pluto. Schorpioen wordt ook wel geassocieerd met Orpheus en Ares/Mars. Tevens wordt het sterrenbeeld vergeleken met de schorpioen die Orion doodde. Het teken is verbonden met de drie diersymbolen: de schorpioen, de slang en de fenix.

## Popastrologie
Afgeleid uit de drie kwaliteiten (vast teken, water, negatieve polariteit) en Mars/Pluto als heerser, schrijven popastrologen onder meer de volgende kenmerken toe aan mensen met Schorpioen als teken: intens, sterk, vastberaden/hardnekkig/volhardend, emotioneel/gevoelig, kalm, maar kan erg kwaad worden, teruggetrokken, geheimzinnig, diepgaand, passioneel/seksueel, loyaal, ambitieus, extreem, eigenzinnig/fanatiek, mysterieus, diep haatdragend/mogelijk vernielzuchtig.
Deze 'eigenschappen' zouden eigenlijk moeten afgewogen worden aan de rest van de horoscoop. Staan er bijvoorbeeld behalve de Zon geen planeten in Schorpioen, dan zullen deze kenmerken zich -volgens de astrologische principes- niet erg manifesteren. Vandaar het gevaar en de oppervlakkigheid van popastrologie, die geen rekening houdt met andere sterke factoren uit de horoscoop.

## Compatibele tekens
De tak van de astrologie die zich bezighoudt met de grondige analyse van horoscopen van partners heet synastrie. Hierbij worden de horoscopen met allerlei technieken met elkaar vergeleken. In de zonnetekenastrologie (popastrologie) zoals hier besproken worden echter meer algemene beweringen gedaan op grond van de plaats van de Zon bij beide partners:
Het teken Schorpioen wordt astrologisch compatibel geacht met de andere watertekens;
Vissen en Kreeft. Het teken heeft ook affiniteit met de tekens die zich op de gunstig geachte afstand van een sextiel (60 graden) bevinden: Maagd en Steenbok. Dit is overigens geen persoonlijke aanwijzing, maar eerder een algemeen astrologisch beginsel dat wordt afgewogen in samenhang met de rest van de factoren in de horoscoop. De tak van de astrologie die zich bezighoudt met de analyse van horoscopen van partners heet synastrie.
Door hun ligging opposiet (180 graden) tegenover elkaar worden Stier en Schorpioen dan weer als elkaars tegenpolen beschouwd. Dezelfde logica kun je toepassen op de tekens die 'vierkant' (90 graden) op Schorpioen staan: met Leeuw en Waterman verloopt de communicatie dus niet zo soepel.